# Humberto Allende

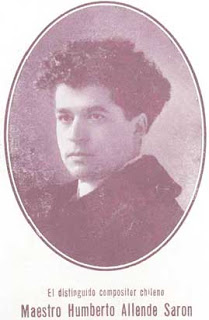

Pedro Humberto Allende Sarón, född 29 juni 1885 i Santiago de Chile, död 16 augusti 1959 på samma plats, var en chilensk kompositör av klassisk musik. Han studerade violin och musikteori på Nationalkonservatoriet i Santiago 1889-1908. Han besökte Frankrike och Spanien 1918, Prag 1928 och Barcelona 1929. Allende undervisade i komposition på Nationalkonservatioriet 1930-1950. Mycket av hans musik är baserad på chilenska folksånger, samtidigt som han använde ett impressionistiskt tonspråk i stil med Claude Debussy, Maurice Ravel och Enrique Granados.

## Valda Verk
- Symfoni (1910)
- Escenas campesinas chilenas för orkester (1913)
- La voz de las calles, symfonisk dikt (1921)
- La despedida för 2 sopraner, kontraalto och orkester (1934)
- Violinkonsert (1942)
- Pianokonsert (1945)
- Stråkkvartett (1945)